# František Ladislav Čelakovský
František Ladislav Čelakovský (psevdonim Marcian Hromotluk), češki predromantični pesnik, prevajalec, jezikoslovec, izdajatelj slovanskih ljudskih pesmi, kritik in narodni (pre)buditelj, * 7. marec 1799, Strakonice, † 5. avgust 1852, Praga.

## Življenje
Čelakovský je obiskoval gimnazijo v Čeških Budejovicah in v Linzu, študiral je filozofijo na Karlovi univerzi v Pragi. Zaradi finančnih težav se je moral vrniti v Češke Budejovice, vendar je bil kmalu izključen, ker je bral prepovedana dela Jana Husa. Nato se je preživljal kot prevajalec in vzgojitelj. Leta 1830 je dobil ponudbo iz Rusije, da bi skupaj s Josefom Pavlom Šafárikom in Václavom Hanko ustanovil in vodil Slovansko knjižnico v Sankt Peterburgu. Ponudbo je zavrnil, saj je prejel rento Princa Kinskega. Od leta 1833 je bil urednik časopisa v Pragi, vendar ga je moral zapustiti, ker je objavil članek, ki je kritiziral ruskega carja. Na univerzi v Wrocławu je bil leta 1841 imenovan za prvega profesorja slovanske književnosti v Nemčiji in tam delal do leta 1849, ko je isto funkcijo pridobil na Karlovi univerzi v Pragi.

## Delo
Napisal je več pesniških zbirk, med katerimi je najbolj znana Růže stolistá (1840). Med letoma 1822 in 1827 je zbiral slovanske ljudske pesmi in jih izdal v zbirki Slovanské národní písně, s katero si je doma in na tujem pridobil velik ugled. Zbirko sestavljajo trije zvezki: prvi zvezek vsebuje češke, moravske in slovaške pesmi, ki so posvečene Václavu Hanki; drugi zvezek vsebuje ruske, srbske in lužiške pesmi, vsaka pesem je navedena v izvirniku in v češkem prevodu; 3. zvezek vsebuje pesmi, ki so posvečene Vuku Karadžiću. Njegova literarna dela so povezana z romantičnim občudovanjem folklore. Zatekal se je k ustni tradiciji ljudskega slovstva in jo posnemal. Ohlasy písní ruských (1829) je satirična in lirska ljubezenska poezija, ki so jo navdihnile ruske epske zgodbe. Junak je mlad človek, ki se s svojim pogumom dviga nad množice in se v imenu preprostih ljudi bojuje proti zlu. Zgodba je postavljena v 15. stoletje, ko so Turki in Tatari napadli Rusijo. Mudrosloví národa slovanského v příslovích (1854) je zbirka slovanskih pregovorov. Delo obsega 15.000 vpisov, ki so tematsko urejeni in prikazujejo tradicionalno življenjsko filozofijo Slovanov. Njegovi prevodi vključujejo dela Johanna Wolfganga von Goetheja, Walterja Scotta in Johanna Gottfrieda Herderja.

## Čelakovský in Slovenci
Čelakovský je bil prvi Čeh, ki se je sistematično ukvarjal s slovensko literaturo, jo kritično vrednotil in prevajal. Dopisoval si je s Francetom Prešernom, Matijo Čopom, Miho Kastelcem in Stankom Vrazom. Napisal je obširno recenzijo prvih treh zvezkov Krajnske čbelice, ki jo je naslovil Krajinská literatura. Snovno je razdeljena na dva dela. V prvem delu je Krajnski čbelici pripisal izjemen pomen ter poveličal Franceta Prešerna, njegov pesniški dar in estetsko usmeritev. Drugi del recenzije je precej ostra polemika s starim pogledom na literaturo kot inštrument vzgoje, kjer je obsojal slovenske slovničarje, predvsem Jerneja Kopitarja in njegov preporodni program. Recenzija vsebuje tudi prevode Prešernovih pesmi Slovo od mladosti, Hčere svet, Soldaška ter soneta Tak kakor hrepeni oko čolnarja in O kaši. Krajinská literatura je v nemškem prevodu vplivala na slovenske bralce in razvoj slovenske književnosti. Čelakovský je bil eden izmed prvih literarnih kritikov, ki je prepoznal pesniško nadarjenost Franceta Prešerna. Vplival je na estetiko Prešernovega osebnega pesniškega izraza in na ustalitev literature, ki je zavezana samo estetskim kriterijem in ki jo danes označuje idejna, snovna, zvrstna in izrazna razčlenjenost.
V zbirki Slovanské národní písně je objavil tudi slovenske pesmi. V prvi zvezek (1822) je uvrstil dve slovenski ljudski pesmi in ju prevedel v češčino: Ti moje dekletce lepa, te jest prosim in Čaj si hodu, čaj si biu. V drugem zvezku (1827) iste zbirke je objavil pesem Pegam in Lambergar.